# VoIP telefonija
Storitev VoIP (Voice over Internet Protocol) je telefonija preko internetnega protokola.
VoIP omogoča prenos komunikacijskih podatkov (govor in faks) preko internetnega omrežja z uporabo internetnega protokola (IP). Prenos temelji na podatkovnem prenosu preko omrežja, kjer se analogni govorni signal pretvori v stisnjen digitalni format in prenese signal v IP paket za prenos preko omrežja.

## Sistemi VoIP telefonije
- ATA — Analogni telefonski adapter, je najenostavnejši in najpogostejši sistem internetne telefonije. Z ATA se lahko priklopi standardni linijski telefon na računalnik ali na internetni priključek. ATA je pretvornik, ki pogovor in zvoke iz analogne oblike pretvori v digitalni zapis, ki jih nato pošilja prejemniku preko interneta.

- IP telefoni — To so posebni telefoni, ki so podobni klasičnim. Njihova tehnologija temelji na enaki osnovi, kot ISDN telefoni. Ti telefoni so neposredno priključeni na internetni vmesnik.

- Računalnik z računalnikom — Ta sistem je najbolj znan in najlažji za uporabo VoIP. Oba uporabnika morata biti ob računalniku in uporabljati enega od mnogih programov, npr. Skype. Potrebna strojna oprema je mikrofon, zvočnik, zvočna kartica, internetna povezava in računalniški program za opravljanje klicev.